# 1370
Portal Geschichte | Portal Biografien | Aktuelle Ereignisse | Jahreskalender | Tagesartikel

◄ |
13. Jahrhundert |
14. Jahrhundert
| 15. Jahrhundert | ►

◄ |
1340er |
1350er |
1360er |
1370er
| 1380er | 1390er | 1400er | ►

◄◄ |
◄ |
1366 |
1367 |
1368 |
1369 |
1370
| 1371 | 1372 | 1373 | 1374 | ► | ►►
Staatsoberhäupter  · Nekrolog
| Januar | Januar | Januar | Januar | Januar | Januar | Januar | Januar |
| Kw     | Mo     | Di     | Mi     | Do     | Fr     | Sa     | So     |
| ------ | ------ | ------ | ------ | ------ | ------ | ------ | ------ |
| 1      |        | 1      | 2      | 3      | 4      | 5      | 6      |
| 2      | 7      | 8      | 9      | 10     | 11     | 12     | 13     |
| 3      | 14     | 15     | 16     | 17     | 18     | 19     | 20     |
| 4      | 21     | 22     | 23     | 24     | 25     | 26     | 27     |
| 5      | 28     | 29     | 30     | 31     |        |        |        |

| Februar | Februar | Februar | Februar | Februar | Februar | Februar | Februar |
| Kw      | Mo      | Di      | Mi      | Do      | Fr      | Sa      | So      |
| ------- | ------- | ------- | ------- | ------- | ------- | ------- | ------- |
| 5       |         |         |         |         | 1       | 2       | 3       |
| 6       | 4       | 5       | 6       | 7       | 8       | 9       | 10      |
| 7       | 11      | 12      | 13      | 14      | 15      | 16      | 17      |
| 8       | 18      | 19      | 20      | 21      | 22      | 23      | 24      |
| 9       | 25      | 26      | 27      | 28      |         |         |         |

| März | März | März | März | März | März | März | März |
| Kw   | Mo   | Di   | Mi   | Do   | Fr   | Sa   | So   |
| ---- | ---- | ---- | ---- | ---- | ---- | ---- | ---- |
| 9    |      |      |      |      | 1    | 2    | 3    |
| 10   | 4    | 5    | 6    | 7    | 8    | 9    | 10   |
| 11   | 11   | 12   | 13   | 14   | 15   | 16   | 17   |
| 12   | 18   | 19   | 20   | 21   | 22   | 23   | 24   |
| 13   | 25   | 26   | 27   | 28   | 29   | 30   | 31   |

| April | April | April | April | April | April | April | April |
| Kw    | Mo    | Di    | Mi    | Do    | Fr    | Sa    | So    |
| ----- | ----- | ----- | ----- | ----- | ----- | ----- | ----- |
| 14    | 1     | 2     | 3     | 4     | 5     | 6     | 7     |
| 15    | 8     | 9     | 10    | 11    | 12    | 13    | 14    |
| 16    | 15    | 16    | 17    | 18    | 19    | 20    | 21    |
| 17    | 22    | 23    | 24    | 25    | 26    | 27    | 28    |
| 18    | 29    | 30    |       |       |       |       |       |

| Mai | Mai | Mai | Mai | Mai | Mai | Mai | Mai |
| Kw  | Mo  | Di  | Mi  | Do  | Fr  | Sa  | So  |
| 18  |     |     | 1   | 2   | 3   | 4   | 5   |
| 19  | 6   | 7   | 8   | 9   | 10  | 11  | 12  |
| 20  | 13  | 14  | 15  | 16  | 17  | 18  | 19  |
| 21  | 20  | 21  | 22  | 23  | 24  | 25  | 26  |
| 22  | 27  | 28  | 29  | 30  | 31  |     |     |
| --- | --- | --- | --- | --- | --- | --- | --- |

| Juni | Juni | Juni | Juni | Juni | Juni | Juni | Juni |
| Kw   | Mo   | Di   | Mi   | Do   | Fr   | Sa   | So   |
| ---- | ---- | ---- | ---- | ---- | ---- | ---- | ---- |
| 22   |      |      |      |      |      | 1    | 2    |
| 23   | 3    | 4    | 5    | 6    | 7    | 8    | 9    |
| 24   | 10   | 11   | 12   | 13   | 14   | 15   | 16   |
| 25   | 17   | 18   | 19   | 20   | 21   | 22   | 23   |
| 26   | 24   | 25   | 26   | 27   | 28   | 29   | 30   |

| Juli | Juli | Juli | Juli | Juli | Juli | Juli | Juli |
| Kw   | Mo   | Di   | Mi   | Do   | Fr   | Sa   | So   |
| ---- | ---- | ---- | ---- | ---- | ---- | ---- | ---- |
| 27   | 1    | 2    | 3    | 4    | 5    | 6    | 7    |
| 28   | 8    | 9    | 10   | 11   | 12   | 13   | 14   |
| 29   | 15   | 16   | 17   | 18   | 19   | 20   | 21   |
| 30   | 22   | 23   | 24   | 25   | 26   | 27   | 28   |
| 31   | 29   | 30   | 31   |      |      |      |      |

| August | August | August | August | August | August | August | August |
| Kw     | Mo     | Di     | Mi     | Do     | Fr     | Sa     | So     |
| ------ | ------ | ------ | ------ | ------ | ------ | ------ | ------ |
| 31     |        |        |        | 1      | 2      | 3      | 4      |
| 32     | 5      | 6      | 7      | 8      | 9      | 10     | 11     |
| 33     | 12     | 13     | 14     | 15     | 16     | 17     | 18     |
| 34     | 19     | 20     | 21     | 22     | 23     | 24     | 25     |
| 35     | 26     | 27     | 28     | 29     | 30     | 31     |        |

| September | September | September | September | September | September | September | September |
| Kw        | Mo        | Di        | Mi        | Do        | Fr        | Sa        | So        |
| --------- | --------- | --------- | --------- | --------- | --------- | --------- | --------- |
| 35        |           |           |           |           |           |           | 1         |
| 36        | 2         | 3         | 4         | 5         | 6         | 7         | 8         |
| 37        | 9         | 10        | 11        | 12        | 13        | 14        | 15        |
| 38        | 16        | 17        | 18        | 19        | 20        | 21        | 22        |
| 39        | 23        | 24        | 25        | 26        | 27        | 28        | 29        |
| 40        | 30        |           |           |           |           |           |           |

| Oktober | Oktober | Oktober | Oktober | Oktober | Oktober | Oktober | Oktober |
| Kw      | Mo      | Di      | Mi      | Do      | Fr      | Sa      | So      |
| ------- | ------- | ------- | ------- | ------- | ------- | ------- | ------- |
| 40      |         | 1       | 2       | 3       | 4       | 5       | 6       |
| 41      | 7       | 8       | 9       | 10      | 11      | 12      | 13      |
| 42      | 14      | 15      | 16      | 17      | 18      | 19      | 20      |
| 43      | 21      | 22      | 23      | 24      | 25      | 26      | 27      |
| 44      | 28      | 29      | 30      | 31      |         |         |         |

| November | November | November | November | November | November | November | November |
| Kw       | Mo       | Di       | Mi       | Do       | Fr       | Sa       | So       |
| -------- | -------- | -------- | -------- | -------- | -------- | -------- | -------- |
| 44       |          |          |          |          | 1        | 2        | 3        |
| 45       | 4        | 5        | 6        | 7        | 8        | 9        | 10       |
| 46       | 11       | 12       | 13       | 14       | 15       | 16       | 17       |
| 47       | 18       | 19       | 20       | 21       | 22       | 23       | 24       |
| 48       | 25       | 26       | 27       | 28       | 29       | 30       |          |

| Dezember | Dezember | Dezember | Dezember | Dezember | Dezember | Dezember | Dezember |
| Kw       | Mo       | Di       | Mi       | Do       | Fr       | Sa       | So       |
| -------- | -------- | -------- | -------- | -------- | -------- | -------- | -------- |
| 48       |          |          |          |          |          |          | 1        |
| 49       | 2        | 3        | 4        | 5        | 6        | 7        | 8        |
| 50       | 9        | 10       | 11       | 12       | 13       | 14       | 15       |
| 51       | 16       | 17       | 18       | 19       | 20       | 21       | 22       |
| 52       | 23       | 24       | 25       | 26       | 27       | 28       | 29       |
| 1        | 30       | 31       |          |          |          |          |          |

| Januar | Januar | Januar | Januar | Januar | Januar | Januar | Januar |
| Kw     | Mo     | Di     | Mi     | Do     | Fr     | Sa     | So     |
| ------ | ------ | ------ | ------ | ------ | ------ | ------ | ------ |
| 1      |        | 1      | 2      | 3      | 4      | 5      | 6      |
| 2      | 7      | 8      | 9      | 10     | 11     | 12     | 13     |
| 3      | 14     | 15     | 16     | 17     | 18     | 19     | 20     |
| 4      | 21     | 22     | 23     | 24     | 25     | 26     | 27     |
| 5      | 28     | 29     | 30     | 31     |        |        |        |

| Februar | Februar | Februar | Februar | Februar | Februar | Februar | Februar |
| Kw      | Mo      | Di      | Mi      | Do      | Fr      | Sa      | So      |
| ------- | ------- | ------- | ------- | ------- | ------- | ------- | ------- |
| 5       |         |         |         |         | 1       | 2       | 3       |
| 6       | 4       | 5       | 6       | 7       | 8       | 9       | 10      |
| 7       | 11      | 12      | 13      | 14      | 15      | 16      | 17      |
| 8       | 18      | 19      | 20      | 21      | 22      | 23      | 24      |
| 9       | 25      | 26      | 27      | 28      |         |         |         |

| März | März | März | März | März | März | März | März |
| Kw   | Mo   | Di   | Mi   | Do   | Fr   | Sa   | So   |
| ---- | ---- | ---- | ---- | ---- | ---- | ---- | ---- |
| 9    |      |      |      |      | 1    | 2    | 3    |
| 10   | 4    | 5    | 6    | 7    | 8    | 9    | 10   |
| 11   | 11   | 12   | 13   | 14   | 15   | 16   | 17   |
| 12   | 18   | 19   | 20   | 21   | 22   | 23   | 24   |
| 13   | 25   | 26   | 27   | 28   | 29   | 30   | 31   |

| April | April | April | April | April | April | April | April |
| Kw    | Mo    | Di    | Mi    | Do    | Fr    | Sa    | So    |
| ----- | ----- | ----- | ----- | ----- | ----- | ----- | ----- |
| 14    | 1     | 2     | 3     | 4     | 5     | 6     | 7     |
| 15    | 8     | 9     | 10    | 11    | 12    | 13    | 14    |
| 16    | 15    | 16    | 17    | 18    | 19    | 20    | 21    |
| 17    | 22    | 23    | 24    | 25    | 26    | 27    | 28    |
| 18    | 29    | 30    |       |       |       |       |       |

| Mai | Mai | Mai | Mai | Mai | Mai | Mai | Mai |
| Kw  | Mo  | Di  | Mi  | Do  | Fr  | Sa  | So  |
| 18  |     |     | 1   | 2   | 3   | 4   | 5   |
| 19  | 6   | 7   | 8   | 9   | 10  | 11  | 12  |
| 20  | 13  | 14  | 15  | 16  | 17  | 18  | 19  |
| 21  | 20  | 21  | 22  | 23  | 24  | 25  | 26  |
| 22  | 27  | 28  | 29  | 30  | 31  |     |     |
| --- | --- | --- | --- | --- | --- | --- | --- |

| Juni | Juni | Juni | Juni | Juni | Juni | Juni | Juni |
| Kw   | Mo   | Di   | Mi   | Do   | Fr   | Sa   | So   |
| ---- | ---- | ---- | ---- | ---- | ---- | ---- | ---- |
| 22   |      |      |      |      |      | 1    | 2    |
| 23   | 3    | 4    | 5    | 6    | 7    | 8    | 9    |
| 24   | 10   | 11   | 12   | 13   | 14   | 15   | 16   |
| 25   | 17   | 18   | 19   | 20   | 21   | 22   | 23   |
| 26   | 24   | 25   | 26   | 27   | 28   | 29   | 30   |

| Juli | Juli | Juli | Juli | Juli | Juli | Juli | Juli |
| Kw   | Mo   | Di   | Mi   | Do   | Fr   | Sa   | So   |
| ---- | ---- | ---- | ---- | ---- | ---- | ---- | ---- |
| 27   | 1    | 2    | 3    | 4    | 5    | 6    | 7    |
| 28   | 8    | 9    | 10   | 11   | 12   | 13   | 14   |
| 29   | 15   | 16   | 17   | 18   | 19   | 20   | 21   |
| 30   | 22   | 23   | 24   | 25   | 26   | 27   | 28   |
| 31   | 29   | 30   | 31   |      |      |      |      |

| August | August | August | August | August | August | August | August |
| Kw     | Mo     | Di     | Mi     | Do     | Fr     | Sa     | So     |
| ------ | ------ | ------ | ------ | ------ | ------ | ------ | ------ |
| 31     |        |        |        | 1      | 2      | 3      | 4      |
| 32     | 5      | 6      | 7      | 8      | 9      | 10     | 11     |
| 33     | 12     | 13     | 14     | 15     | 16     | 17     | 18     |
| 34     | 19     | 20     | 21     | 22     | 23     | 24     | 25     |
| 35     | 26     | 27     | 28     | 29     | 30     | 31     |        |

| September | September | September | September | September | September | September | September |
| Kw        | Mo        | Di        | Mi        | Do        | Fr        | Sa        | So        |
| --------- | --------- | --------- | --------- | --------- | --------- | --------- | --------- |
| 35        |           |           |           |           |           |           | 1         |
| 36        | 2         | 3         | 4         | 5         | 6         | 7         | 8         |
| 37        | 9         | 10        | 11        | 12        | 13        | 14        | 15        |
| 38        | 16        | 17        | 18        | 19        | 20        | 21        | 22        |
| 39        | 23        | 24        | 25        | 26        | 27        | 28        | 29        |
| 40        | 30        |           |           |           |           |           |           |

| Oktober | Oktober | Oktober | Oktober | Oktober | Oktober | Oktober | Oktober |
| Kw      | Mo      | Di      | Mi      | Do      | Fr      | Sa      | So      |
| ------- | ------- | ------- | ------- | ------- | ------- | ------- | ------- |
| 40      |         | 1       | 2       | 3       | 4       | 5       | 6       |
| 41      | 7       | 8       | 9       | 10      | 11      | 12      | 13      |
| 42      | 14      | 15      | 16      | 17      | 18      | 19      | 20      |
| 43      | 21      | 22      | 23      | 24      | 25      | 26      | 27      |
| 44      | 28      | 29      | 30      | 31      |         |         |         |

| November | November | November | November | November | November | November | November |
| Kw       | Mo       | Di       | Mi       | Do       | Fr       | Sa       | So       |
| -------- | -------- | -------- | -------- | -------- | -------- | -------- | -------- |
| 44       |          |          |          |          | 1        | 2        | 3        |
| 45       | 4        | 5        | 6        | 7        | 8        | 9        | 10       |
| 46       | 11       | 12       | 13       | 14       | 15       | 16       | 17       |
| 47       | 18       | 19       | 20       | 21       | 22       | 23       | 24       |
| 48       | 25       | 26       | 27       | 28       | 29       | 30       |          |

| Dezember | Dezember | Dezember | Dezember | Dezember | Dezember | Dezember | Dezember |
| Kw       | Mo       | Di       | Mi       | Do       | Fr       | Sa       | So       |
| -------- | -------- | -------- | -------- | -------- | -------- | -------- | -------- |
| 48       |          |          |          |          |          |          | 1        |
| 49       | 2        | 3        | 4        | 5        | 6        | 7        | 8        |
| 50       | 9        | 10       | 11       | 12       | 13       | 14       | 15       |
| 51       | 16       | 17       | 18       | 19       | 20       | 21       | 22       |
| 52       | 23       | 24       | 25       | 26       | 27       | 28       | 29       |
| 1        | 30       | 31       |          |          |          |          |          |

## Ereignisse

### Politik und Weltgeschehen

#### Osteuropa

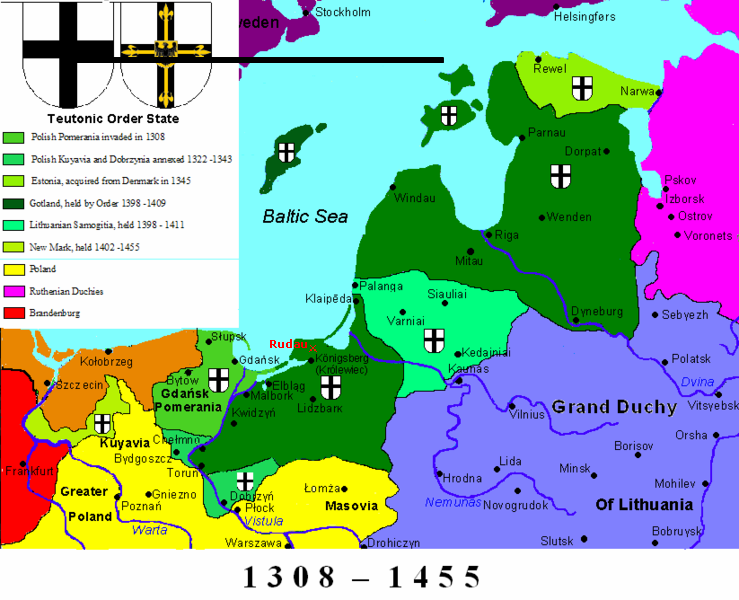
Lokalisation der Schlacht bei Rudau

- 17. Februar: Der Deutsche Orden besiegt Litauen in der Schlacht bei Rudau vernichtend. Unter schweren Verlusten wehrt die Streitmacht des Ordens die eingefallenen Litauer mitsamt ihren Hilfstruppen ab. In der Schlacht soll der Legende nach ein Königsberger Schustergeselle namens Hans Sagan dem stürzenden Bannerträger des Ordensmarschalls Henning Schindekopf zur Seite geeilt sein, um das Ordensbanner bis zum Sieg hochzuhalten.
- 5. November: In Polen sterben mit dem Tod Kasimirs III. die Piasten in der Königslinie aus, die polnische Krone geht mit  Ludwig I. an das Haus Capet-Anjou aus Ungarn.

#### Waldemarkrieg/Friede von Stralsund

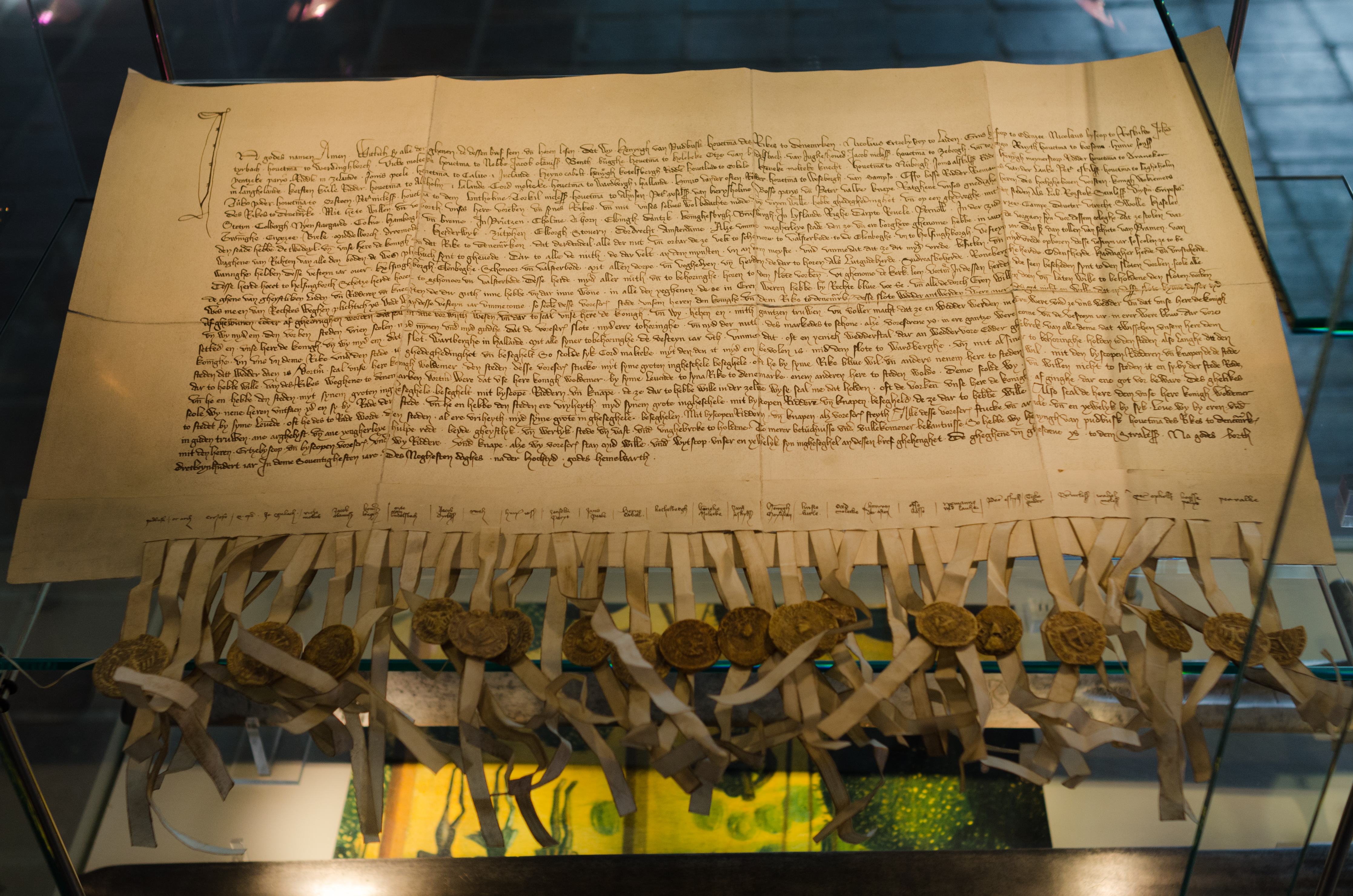
Urkunde des Friedens von Stralsund

- 24. Mai: Der Friede von Stralsund beendet den Zweiten Waldemarkrieg zwischen König Waldemar IV. von Dänemark und den deutschen Hansestädten an der Ostsee. Verhandlungsführer sind die Bürgermeister von Stralsund und Lübeck, Bertram Wulflam und Jakob Pleskow, sowie der dänische Drost Henning Podebusk. Da die Hansestädte nicht Gebietsgewinne, sondern hauptsächlich Vorteile für den Handel suchen, überlassen sie Dänemark die eroberten Gebiete in Schonen und sichern sich ihre früheren Privilegien wieder. Sie erhalten die Festungen Helsingborg, Malmö, Skanør und Falsterbo für 15 Jahre, auszulösen gegen 12.000 Mark reinen Silbers. Damit kommt der Zoll am Øresund von Dänemark in die Kasse der Hanse. Außerdem darf der dänische Reichsrat künftig keinen König ohne vorherige Zustimmung der Hanse wählen. Der Friede wird ohne Herzog Albrecht II. von Mecklenburg geschlossen, so dass dieser sich übergangen fühlt und einen eigenen Separatfrieden schließt.

#### Weitere Ereignisse im Heiligen Römischen Reich
- 7. Oktober: Die sechs Schweizer Orte Zürich, Luzern, Zug, Uri, Schwyz und Unterwalden schließen einen Vertrag, den sogenannten Pfaffenbrief. Er stipuliert, dass weltliche und geistliche Personen im Gebiet der Vertragspartner der lokalen Obrigkeit Gehorsam schulden. Weiters wird ein Fehdeverbot erlassen.
- 13. November: Friedrich III. von Saarwerden wird nach zweijähriger Sedisvakanz als Erzbischof und Kurfürst von Köln bestätigt.
- 6. Dezember: Nach dem Tod von Rudolf II. wird sein Bruder Wenzel Kurfürst von Sachsen-Wittenberg.

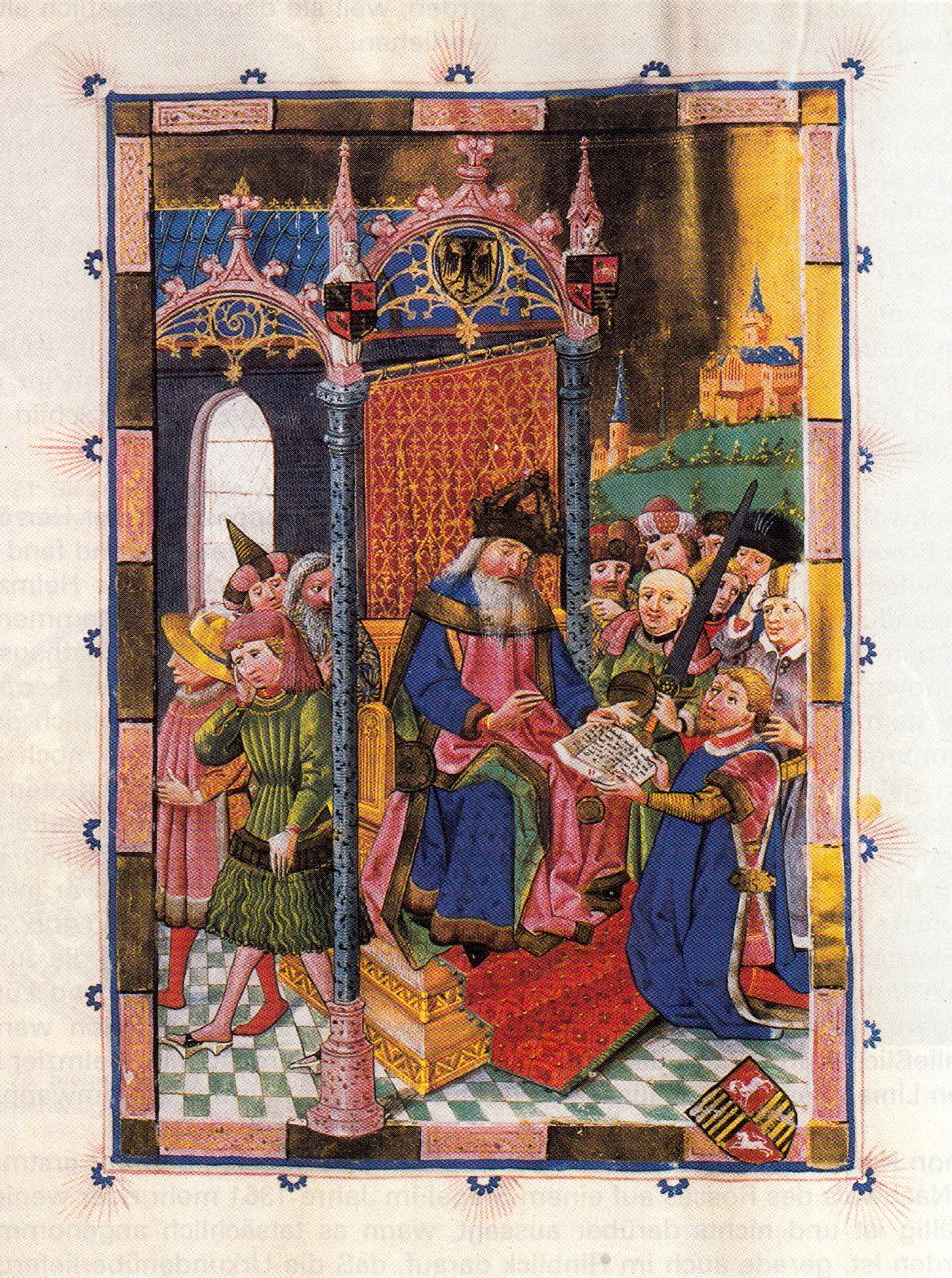
Karl IV. belehnt Albrecht von Sachsen-Wittenberg mit dem Fürstentum Lüneburg, Lüneburger Sachsenspiegelhandschrift von 1442

- Nachdem Fürst Wilhelm II. von Lüneburg im Vorjahr ohne männliche Nachkommen gestorben ist, erlischt das ältere Haus Lüneburg. Gemäß den welfischen Hausgesetzen wäre der Braunschweiger Herzog Magnus II. Torquatus erbberechtigt. Kaiser Karl IV. betrachtet das Reichslehen jedoch als ans Reich zurückgefallen und belehnt Albrecht von Sachsen-Wittenberg und dessen Onkel Wenzel mit dem Fürstentum, wodurch der Lüneburger Erbfolgekrieg ausgelöst wird.

#### Seerepubliken
- 13. August: Der wegen seiner rigiden Steuerpolitik verhasste Gabriele Adorno wird gezwungen, als Doge der Republik Genua abzudanken. An seiner Stelle wird der reiche Domenico di Campofregoso gewählt. Adorno flüchtet, wird aber bald gefangen genommen und auf das Schloss von Voltaggio in Gewahrsam gebracht.

#### Frankreich
- 22. April: Der Bau der Bastille in Paris beginnt.
- 19. September: Edward of Woodstock, der Schwarze Prinz, bestraft die zu seinem Herrschaftsbereich gekommene und deshalb widerwillige Stadt Limoges im Herzogtum Guyenne. Er und seine Leute plündern die Stadt sechs Tage lang und töten ungefähr 300 Einwohner.

#### Asien
- Timur Lenk unterwirft Transoxanien und begründet das Geschlecht der Timuriden. Am 10. April ruft er sich selbst zum Herrscher ganz Transoxaniens aus und nimmt den Titel eines Emirs an. Er regiert das Timuridenreich vorerst unter der formellen Oberhoheit des Tschagatai-Khanats.

#### Stadtrechte und urkundliche Ersterwähnungen
- 14. August: Kaiser Karl IV. erteilt Karlsbad das Stadtrecht.
- Erste urkundliche Erwähnung von Cunter, Hülschotten, Illgau und Lenk.
- um 1370: Rhens erhält die Stadtrechte.

### Religion und Kultur
- 2. September: Nach drei Jahren in Rom schifft sich Papst Urban V. auf Druck der französischen Kardinäle von Corneto aus neuerlich nach Avignon ein, wo er am 24. September eintrifft.
- 30. Dezember: Nach dem Tod von Urban V. am 19. Dezember in Avignon wird Pierre Roger de Beaufort bereits am zweiten Tag des Konklaves einstimmig zum Papst gewählt. Der Neffe von Papst Clemens VI. nimmt den Namen Gregor XI. an. Erst nach seiner Wahl wird er Priester und erhält die Bischofsweihe. Er ist der letzte in Frankreich residierende Papst.
- Die Grafen von Württemberg werden Vögte der Benediktinerabtei Ellwangen.
- Erste Erwähnung der Ratsbibliothek Nürnberg, der ältesten städtischen Bibliothek im deutschen Sprachraum

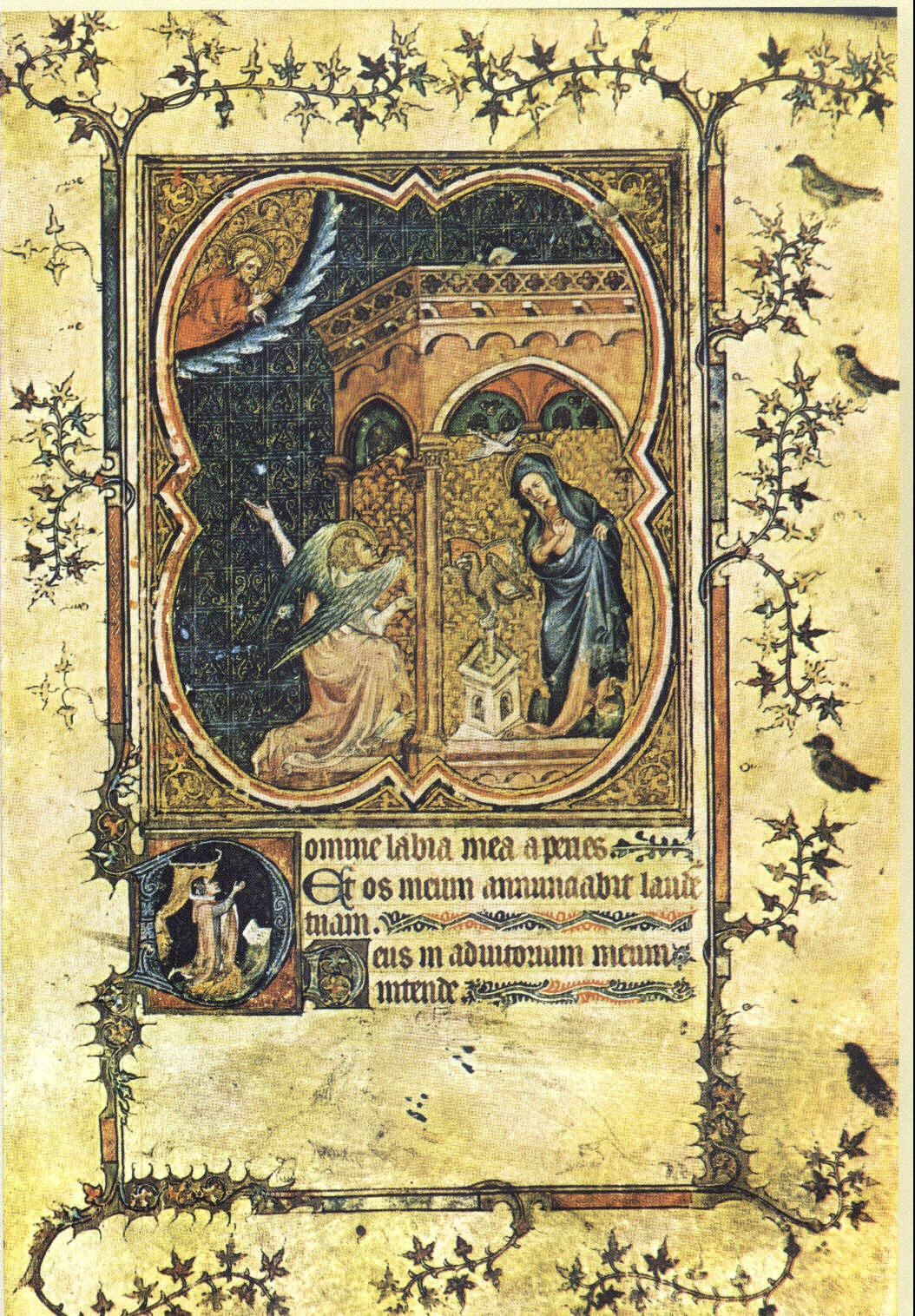
Seite aus dem Stundenbuch, das Philipp II., dem Herzog von Burgund gehörte

- um 1370: Das Stundenbuch Philipps des Kühnen entsteht.

### Gesellschaft

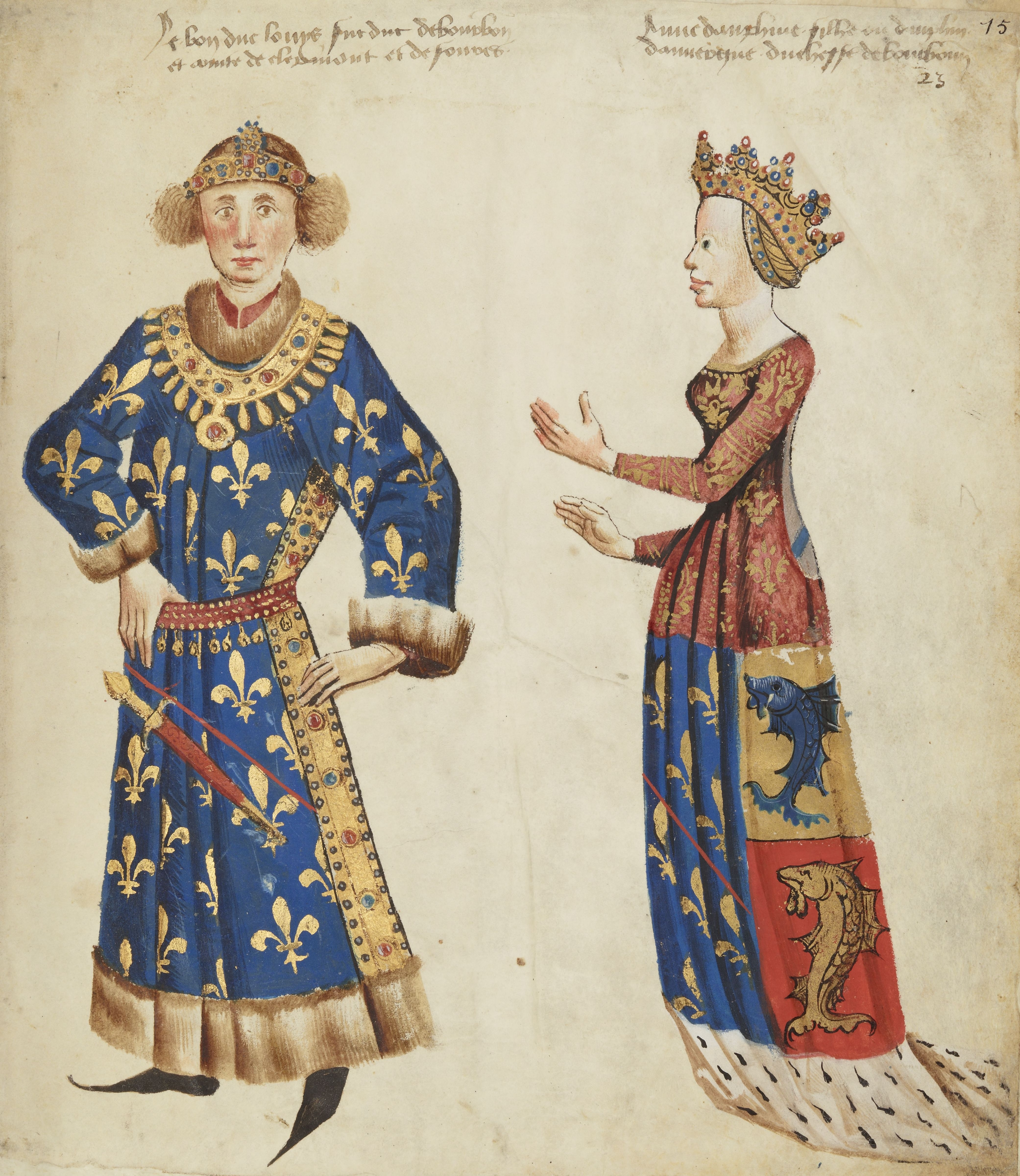
Louis II. de Bourbon und seine Gattin Anne de Forez, Darstellung in einer Handschrift aus dem 15. Jahrhundert

- 1. Januar: Herzog Louis II. de Bourbon stiftet in Frankreich anlässlich seiner Vermählung den Orden der Distel.

### Katastrophen
- Die Annalen berichten von einer Pestepidemie in Norwegen.

## Geboren

### Geburtsdatum gesichert
- 11. April: Friedrich I., Kurfürst von Sachsen († 1428)
- 22. Juni: Johann (Görlitz), Herzog von Görlitz († 1396)
- 23. Juli: Pietro Paolo Vergerio, italienischer Humanist, Mediziner, Jurist und Staatsmann († 1444)

### Genaues Geburtsdatum unbekannt
- Dezember: Olav II./IV., König von Norwegen und Dänemark († 1387)
- Rinaldo degli Albizzi, Florentiner Patrizier († 1442)
- Giles Daubeney, englischer Ritter und Politiker († 1403)
- Johannes von Dinkelsbühl, Rektor an der Universität Wien († 1465)
- Engelbert I., Graf von Nassau-Dillenburg († 1442)
- Erich I., Graf von Hoya († 1426)
- Gattamelata, italienischer Condottiere († 1443)
- Heinrich der Ältere von Plauen, Hochmeister des Deutschen Ordens († 1429)
- Jacques II. de Bourbon, Graf von La Marche und Graf von Castres († 1438)
- Johannes VII., Kaiser von Byzanz († 1408)
- Johann von Quitzow, Raubritter († 1437)
- Angelo Tartaglia, italienischer Condottiere († 1421)

### Geboren um 1370
- Lorenz von Brösau, tschechischer Schriftsteller und Chronist († um 1432)
- Edward Charlton, walisischer Marcher Lord († 1421)
- Archibald Douglas, schottischer Adeliger († 1424)
- Jan Hus, tschechischer Reformator († 1415)
- Isabeau, Königin von Frankreich († 1435)
- Konrad IX. von Weinsberg, Reichserbkämmerer († 1448)
- John Lydgate, englischer Mönch und Dichter († um 1451)
- Ital Reding der Ältere, Schweizer Militär († 1447)
- Conrad von Soest, deutscher Maler († 1425)

## Gestorben
- 04. Januar: Johann I. von Isenburg, Bischof von Meißen (* um 1300)
- 17. Januar: Adolf I., Graf von Nassau (* um 1307)
- 17. Februar: Henning Schindekopf, Marschall des Deutschen Ordens (* um 1330)
- 23. Mai: Toghan Timur, letzter Kaiser der mongolischen Yuan-Dynastie in China (* 1320)
- 13. Oktober: Adolf VIII., Graf von Holstein-Pinneberg und Graf von Schauenburg
- 15. Oktober: Tello Alfonso von Kastilien, Herr von Biskaya (* 1337)
- 05. November: Kasimir III. der Große, König von Polen (* 1310)
- 06. Dezember: Rudolf II., Kurfürst von Sachsen-Wittenberg (* 1307)
- 19. Dezember: Urban V., französischer Papst (* 1310)